# Каварасаки, Тодзюро
Тодзюро Каварасаки, иногда — Каварадзаки (яп. 河原崎長十郎 Kawarasaki Chôjûrô, настоящее имя — Тороносукэ Каварасаки (яп. 河原崎虎之助)); 13 декабря 1902 — 22 сентября 1981) — японский актёр театра и кино.

## Биография
Тодзюро Каварасаки (Тороносукэ Каварасаки) родился 13 декабря 1902 года. С детских лет выступал на сцене театра Кабуки. В 1930 году организовал и возглавил прогрессивный театр «Дзенсиндза» (яп. 前進座) в Токио. С начала 1930-х начал сниматься в кино. Лучшие образы создал в фильмах режиссёра Садао Яманаки, «открыл» для кинематографа актеров театра «Дзенсиндза». Каварасаки играл роль бродяги Ивакити в фильме Наманаки «Улица татуированных» (1935); создал глубоко трагический образ обедневшего ронина (бродячего самурая) Матадзюро у фильма «Бумажная пуля человеческих чувств» (1937).
Характеры персонажей фильмов, создаваемые Каварасакой, отличались от традиционных героев большинства японских исторических фильмов своей глубиной. В 1944 году Каварасаки снялся в главной роли в фильме Кэндзи Мидзогути «Мусаси Миямото», основанном на жизни легендарного героя и святого, который послужил источником вдохновения для множества фильмов во все периоды истории японского кинематографа.
Тодзюро Каварасаки был членом Коммунистической партии Японии, участвовал в забастовочной борьбе работников кинокомпании «Toho». Работал в независимых кинокомпаниях.
Среди других заметных работ Каварасаки в кино — роль Сюдзо Море в фильме Тадаси Имаи «А все-таки мы живем!» (1951) и роль строителя канала Томоно Ёэмона в фильме «Буря в горах Хаконэ» реж. Сацуо Ямамото (1952).
Тодзюро Каварасаки является отцом японского актера Дзиро Каварасаки (род. 18 декабря 1941).

## Фильмография
| Год  | Фильм                        | Оригинальное название                             | Роль                    |
| ---- | ---------------------------- | ------------------------------------------------- | ----------------------- |
| 1936 | Улица татуированных          | 街の入墨者                                        | Ивакити                 |
| 1936 | Сосюн Котияма                | "Kôchiyama Sôshun                                 | Сосюн Котияма           |
| 1937 |                              | "Sengoku gunto-den — Dai ichibu Toraokami         |                         |
| 1937 |                              | "Sengoku gunto-den — Dai nibu Akatsuki no zenshin |                         |
| 1937 | Человечность и бумажные шары | "Ninjô kami fûsen                                 | Матадзюро Унно, самурай |
| 1939 |                              | «Sono zenya                                       | Сэнтаро Такикава        |
| 1940 |                              | »Ôhinata-mura                                     |                         |
| 1941 | Верность в эпоху Гэнроку     | "Genroku Chûshingura                              | Кураносукэ Ооиси        |
| 1944 | Мусаси Миямото               | "Miyamoto Musashi                                 | Мусаси Миямото          |
| 1951 | И всё-таки мы живём!         | "Dokkoi ikiteru                                   | Сюдзо Море              |
| 1951 | Буря в горах Хаконэ          | "Hakone fûunroku                                  | Томоно Ёэмона           |
| 1955 | Красавица и дракон           | "Bijo to kairyu                                   |                         |
| 1963 | Поединок крови и песка       | "Chi to suna no kettô                             |                         |